# Liz Fraser
Liz Fraser, született Elizabeth Joan Winch (Southwark, London, 1930. augusztus 14. – Chelsea, London, 2018. szeptember 6.) angol színésznő.

## Főbb filmszerepei
- Hancock’s Half Hour (1956–1960, tv-sorozat, nyolc epizódban)
- Whack-O! (1957, tv-sorozat, tíz epizódban)
- I’m All Right Jack (1959)
- Top Floor Girl (1959)
- Az elhárított kém (The Night We Dropped a Clanger) (1959)
- Desert Mice (1959)
- Two Way Stretch (1960)
- Duplacsavar (Doctor in Love) (1960)
- Matróz a rakétában (The Bulldog Breed) (1960)
- The Pure Hell of St. Trinian’s (1960)
- Citizen James (1960–1962, tv-sorozat, hét epizódban)
- Folytassa tekintet nélkül! (Carry On Regardless) (1961)
- Fury at Smugglers' Bay (1961)
- Double Bunk (1961)
- Watch it, Sailor!  (1961)
- Raising the Wind (1961)
- A vesztes nyer (A Pair of Briefs) (1962)
- Folytassa a hajózást! (Carry On Cruising) (1962)
- The Painted Smile (1962)
- Most élj, fizess később! (Live Now, Pay Later) (1962)
- The Amorous Prawn (1962)
- Folytassa, taxisofőr! (Carry On Cabby) (1963)
- Every Day’s a Holiday (1964)
- Szerelmi partraszállás (The Americanization of Emily) (1964)
- Családi ügy (The Family Way) (1966)
- Up the Junction (1968)
- Az ükhadsereg (Dad’s Army) (1971)
- Hide and Seek (1972)
- Folytassa az ásatást! (Carry On Behind) (1975)
- Adventures of a Taxi Driver (1976)
- Confessions of a Driving Instructor (1976)
- Under the Doctor (1976)
- Adventures of a Private Eye (1977)
- Confessions from a Holiday Camp (1977)
- Rosie Dixon - Night Nurse (1978)
- Fairly Secret Army (1984–1986, tv-sorozat, 11 epizódban)
- Lady és az útonálló (The Lady and the Highwayman) (1989, tv-film)
- Chicago Joe (1990)
- Kisvárosi gyilkosságok (Midsomer Murders), (2019, tv-sorozat, Míg a halál el nem választ című epizód)